# 宏原站
宏原站是位于内蒙古自治区呼伦贝尔市海拉尔区的一个铁路车站，邮政编码21000。车站建于1987年，有滨洲铁路经过该站，现不办理客货运业务，车站及其上下行区间均未电气化。车站距离哈尔滨站736公里，隶属哈尔滨铁路局，是五等站。